# 1925 w nauce

## Nauki przyrodnicze i ścisłe

### Chemia
- odkrycie renu przez Waltera Noddacka, Idę Noddack i Ottona Berga

### Matematyka
- opublikowanie twierdzenia Kołmogorowa o trzech szeregach
- opublikowanie lematu Urysohna

## Nagrody Nobla
- Fizyka – James Franck, Gustav Ludwig Hertz
- Chemia – Richard Adolf Zsigmondy
- Medycyna – nie przyznano